# Linje Lusta (pjäs)
Linje Lusta (originaltitel: A Streetcar Named Desire) är en pjäs skriven av Tennessee Williams år 1947. Williams tilldelades Pulitzerpriset för pjäsen. Den hade premiär på Broadway i New York den 3 december 1947, med Jessica Tandy och Marlon Brando i två av rollerna.

## Handling
De två systrarna Stella och Blanche DuBois växte upp på en plantage tillsammans. Stella bestämmer sig för att lämna plantagen för att flytta till New Orleans. Där träffar hon Stanley Kowalski, som hon gifter sig med.
Stanley är ingen svärmorsdröm, direkt. Han är väldigt självisk och brutal, men Stella gör ingen stor sak av det utan finner sig helt enkelt i hans beteende. De lever ett lyckligt liv tillsammans, tills den dag då Blanche dyker upp. Blanche har försatt sig i skulder, förlorat gården och drabbats av alkoholproblem. Dessutom har hon problem med nerverna.

### Rollista

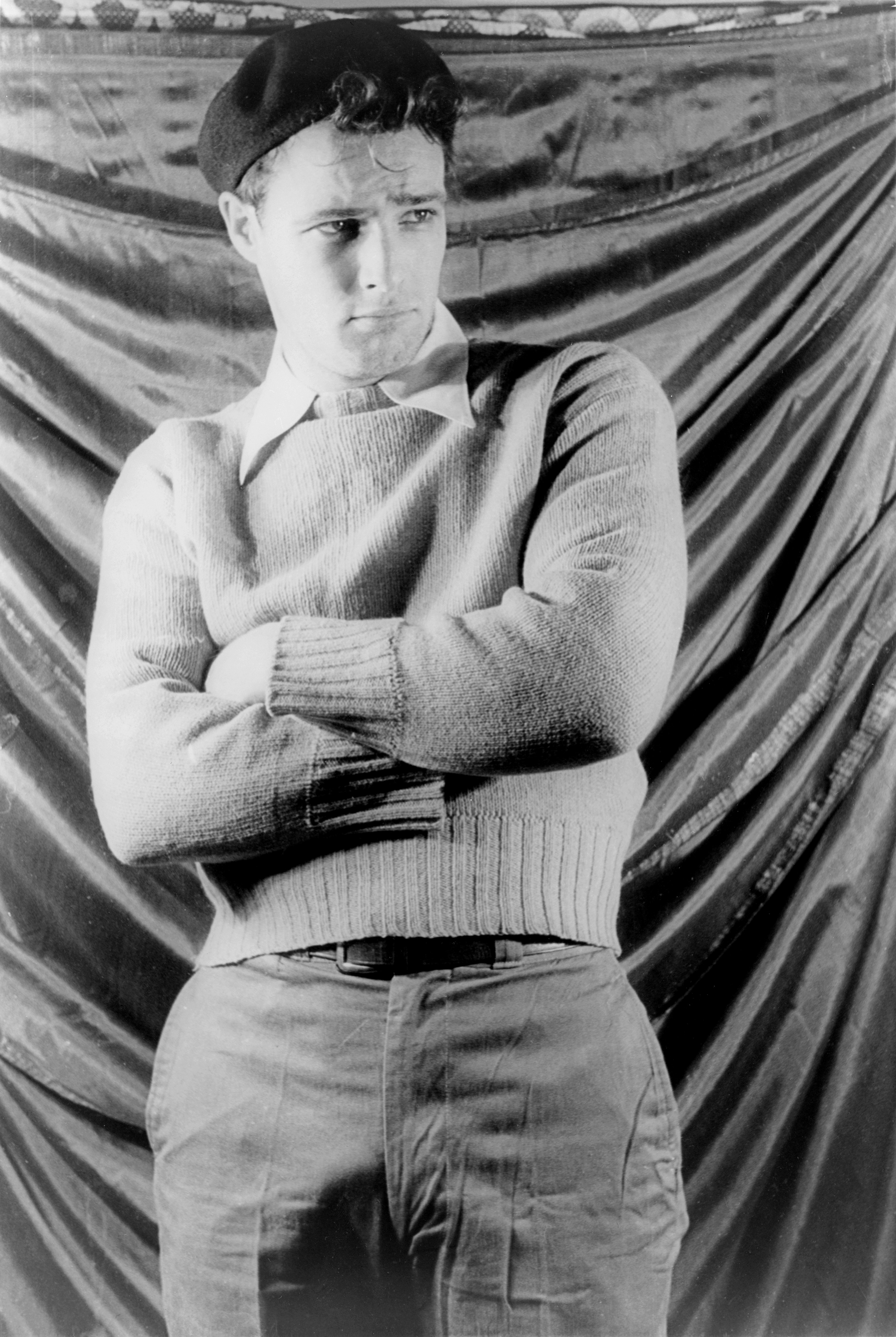
Marlon Brando i Linje Lusta (både på scen och senare på film), fotograferad 1948.

Nedan listas även skådespelarna i den ursprungliga uppsättningen på Broadway.
- Blanche DuBois (spelad av Jessica Tandy)
- Harold "Mitch" Mitchell (Karl Malden)
- Stanley Kowalski (Marlon Brando)
- Stella Kowalski (Kim Hunter)
- Steve Hubbell (Rudy Bond)
- Pablo Gonzales (Nick Dennis)
- Eunice Hubbell (Peg Hillias)
- Ung samlare (Vito Christi)
- Läkare (Richard Garrick)
- Sjuksköterska (Ann Dere)
- Svart kvinna (Gee Gee James)
- Mexikanska (Edna Thomas)

## Produktion och bearbetningar
Spårvagnslinjen i pjäsens titel har fått sitt namn från Desire Street i New Orleans. Linjen, som delvis löpte genom French Quarter, lades ner i maj 1948 och ersattes av en busslinje. Broadway-uppsättningen 1947–1949 hade bland annat en ung Marlon Brando i en av huvudrollerna, och hans medverkan i pjäsen anses som Brandos viktigaste scenroll. Pjäsen hade Broadway-premiär på Ethel Barrymore Theatre den 3 december 1947.
Den första svenska uppsättningen av pjäsen gjordes på Dramaten, med premiär den 18 maj 1949.
Pjäsen har filmatiserats ett antal gånger, först i USA år 1951 i vilken Marlon Brando repriserade sin roll från pjäsversionen. Filmen tilldelades fyra Oscars. 1995 kom ytterligare en amerikansk filmversion, denna gång med bland annat Jessica Lange. En svensk inspelning gjordes 1981.

## Linje Lusta i kulturen
Linje Lusta spelar stor roll i Pedro Almodóvars film Allt om min mamma. Genom hela filmen ligger pjäsen som en bakgrund och en förklaring till det som sker.
I ett avsnitt av TV-serien Simpsons ("A Streetcar Named Marge", säsong 4, avsnitt 2 (avsnitt 61 överlag)) ska en musikal baserad på pjäsen sättas upp i den fiktiva staden Springfield. I den uppsättningen av pjäsen spelar Ned Flanders Stanley och Marge Simpson Blanche.